# Xixerella
Xixerella és un nucli de població del Principat d'Andorra situat a la parròquia de la Massana.
Conté un camp de golf de 18 clots al costat del riu. Igualment hi ha un centre d'allotjament per al turisme esportiu de muntanya i aventura. També hi ha un vedat o reserva de caça.

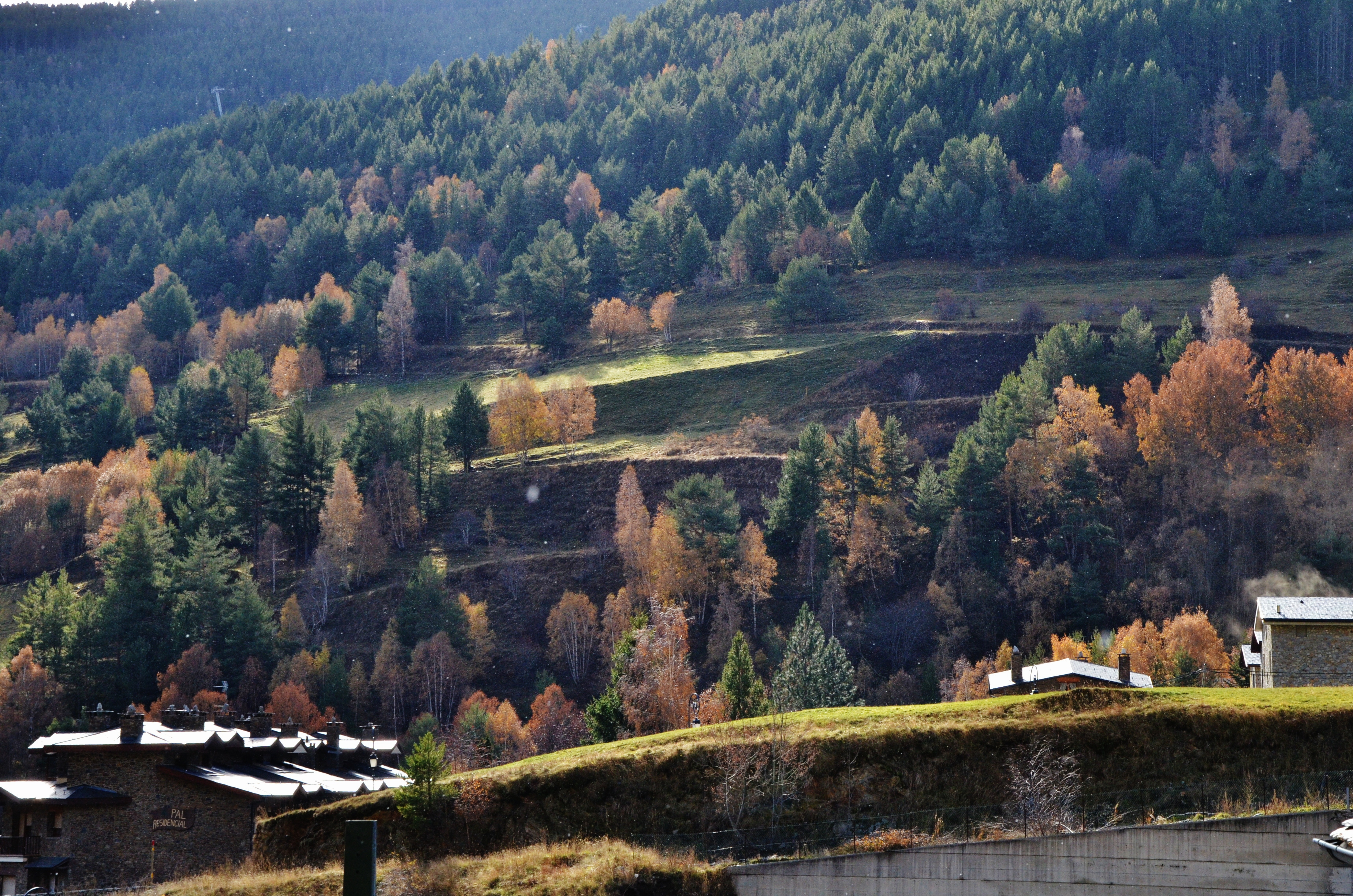
Vedat de Xixerella (la Massana)